# Gouvernement provisoire de la république de Corée
13 avril 1919 – 15 août 1948
Entités précédentes :
- Empire coréen
- Empire du Japon (Corée japonaise)

Entités suivantes :
- Première République (Corée du Sud)

Le gouvernement provisoire de la république de Corée est le gouvernement en exil constitué après l'annexion de la Corée par le Japon. Organisant la résistance face à l'occupant, il disparaît après l'indépendance de la Corée du Sud vis-à-vis des États-Unis.

## Histoire

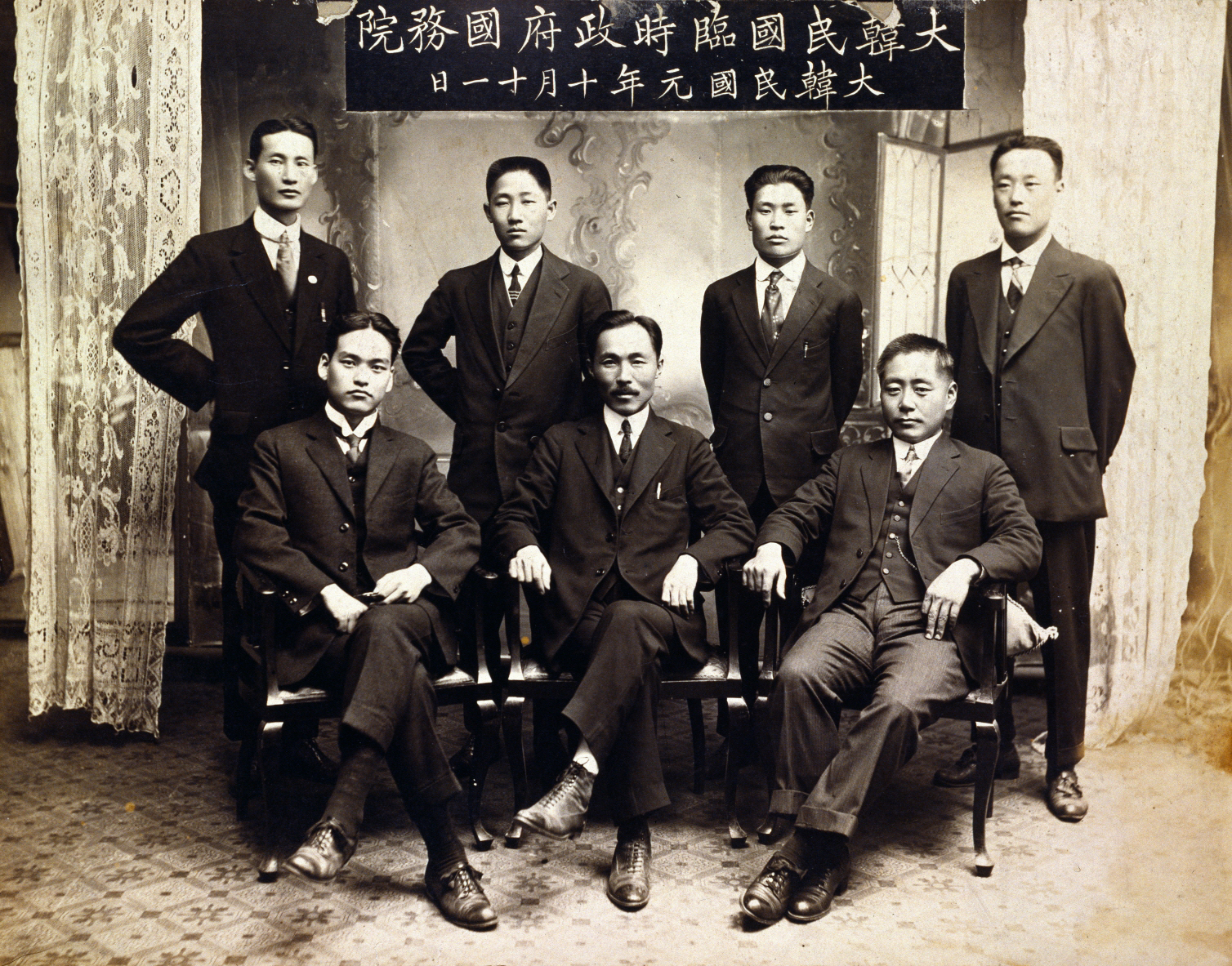
Photo du gouvernement provisoire de la république de Corée en 1919.

Le Japon avait créé un protectorat sur la Corée en 1905, avec le traité d'Eulsa, et la contrôlait officiellement depuis 22 août 1910 avec le traité d'annexion de la Corée, mais ce gouvernement de protestation ne fut constitué qu'après la mort de l'ancien roi Kojong en 1919 qui déclencha un mouvement d'indépendance avec le Soulèvement du 1er mars.
Ce gouvernement provisoire est le fruit de l'agglomération de différentes organisations œuvrant pour l'indépendance de la Corée. Les organisations qui ont fusionné sont :
- le gouvernement provisoire de Shanghai
- l’Assemblée nationale du Primorié
- le gouvernement provisoire de Séoul

Ce gouvernement fut constitué le 11 avril 1919 et proclamé deux jours plus tard. Syngman Rhee en prend la tête.
Il ne reçut qu'une reconnaissance limitée de la communauté internationale hormis la république de Chine qui redoutait les visées expansionnistes du Japon sur la Mandchourie. En effet, l'Empire coréen (empire de Daehan, 1897 – 1910) était né à la suite de la victoire des Japonais lors de la guerre sino-japonaise (1894-1895) et les Américains protégeaient leurs intérêts aux Philippines (Theodore Roosevelt avait été le médiateur du Traité de Portsmouth).
Le gouvernement tente d'organiser la résistance politique et militaire contre le Japon. La bataille de Qingshanli (en) (ou Chingshanli) voit notamment s'affronter pendant six jours en octobre 1920 des groupes armés coréens face à l'armée impériale japonaise. Le général Otozō Yamada avec près de 5 000 hommes est battu par la guérilla. C'est seulement en septembre 1931 que le Japon se lance dans la conquête de la Mandchourie.
En 1940, le gouvernement coordonne la formation de l'armée de libération de Corée, fondée à Chongqing et dépendant du Kuomintang (parti nationaliste chinois) sous la présidence de Kim Gu qui fédère les différents groupes de résistance. Il entre en guerre le 9 décembre 1941 contre l'axe Japon-Allemagne et l'armée de libération participe aux actions menées en Chine et dans le Sud-Est asiatique. L'armée de libération de la Corée préparait la reprise du contrôle de la péninsule coréenne avec l'appui de l'Office of Strategic Services des États-Unis, lorsque la capitulation du Japon en août 1945 met fin à la Seconde Guerre mondiale.
Par ailleurs, l'Union soviétique à la suite de la libération de la Mandchourie, avait commencé à chasser les Japonais de la partie nord de la Corée. Cette double influence, soviétique au nord et américaine au sud, conduira à deux zones d'occupation distinctes puis à la création de deux États en 1948.

## En France
Un Bureau d'information coréen est créé à Paris en 1919.
À partir de 1945 Seu Ring-haï devient ambassadeur du gouvernement provisoire en France.

## Liste des présidents de la république de Corée
| #  | Nom de temple     | Nom de temple     | Nom de temple | Nom de temple | Dates du mandat   | Dates du mandat   |
| #  | Occidentalisation | Occidentalisation | Hangeul       | Hanja         | Dates du mandat   | Dates du mandat   |
| -- | ----------------- | ----------------- | ------------- | ------------- | ----------------- | ----------------- |
| 1  |                   | Syngman Rhee      | 이승만        | 李承晩        | 11 septembre 1919 | 21 mars 1925      |
| 2  |                   | Park Eun-sik      | 박은식        | 朴殷植        | 24 mars 1925      | 24 septembre 1925 |
| 3  |                   | Yi Sang-ryong     | 이상룡        | 李相龍        | 24 septembre 1925 | 3 janvier 1926    |
| 4  |                   | Yi Dongnyeong     | 이동녕        | 李東寧        | 3 janvier 1926    | 7 juillet 1926    |
| 5  |                   | Hong Jin          | 홍진          | 洪震          | 7 juillet 1926    | 14 décembre 1926  |
| 6  |                   | Kim Koo           | 김구          | 金九          | 14 décembre 1926  | 19 août 1927      |
| 7  |                   | Yi Dongnyeong     | 이동녕        | 李東寧        | 19 août 1927      | 1er octobre 1933  |
| 8  |                   | Yang Gi-tak       | 양기탁        | 梁起鐸        | 1er octobre 1933  | 1er octobre 1935  |
| 9  |                   | Yi Dongnyeong     | 이동녕        | 李東寧        | 1er octobre 1935  | 13 mars 1940      |
| 10 |                   | Kim Koo           | 김구          | 金九          | 13 mars 1940      | 24 juillet 1948   |